# Bàsquet Manresa 1992-1993
Questa voce raccoglie le informazioni riguardanti il Bàsquet Manresa nelle competizioni ufficiali della stagione 1992-1993.

## Stagione
La stagione 1992-1993 del Bàsquet Manresa è la 23ª nel massimo campionato spagnolo di pallacanestro, la Liga ACB.
All'inizio della nuova stagione la Federazione decise di modificare il regolamento riguardo al numero di giocatori stranieri consentiti per ogni squadra che così venne allargato a tre.

## Roster
Aggiornato al 8 luglio 2022.
| TDK Manresa 1992-93 | TDK Manresa 1992-93 |
| Giocatori           | Staff tecnico       |
| ------------------- | ------------------- |

| N. | Naz.                   | Ruolo | Nome               | Anno | Alt.   | Peso  |  |
| -- | ---------------------- | ----- | ------------------ | ---- | ------ | ----- |  |
| 4  | Stati Uniti (bandiera) | AP    | Jeff Lamp          | 1959 | 198 cm | 88 kg |  |
| 5  | Spagna (bandiera)      | P     | Enric Serrat       | 1972 | 183 cm |       |  |
| 6  | Spagna (bandiera)      | P     | Ferran López       | 1971 | 188 cm | 85 kg |  |
| 7  | Spagna (bandiera)      | A     | Francisco Jiménez  | 1967 | 198 cm |       |  |
| 7  | Spagna (bandiera)      | G     | Paco Vázquez       | 1974 | 190 cm | 85 kg |  |
| 8  | Stati Uniti (bandiera) | AC    | George Singleton   | 1961 | 203 cm | 95 kg |  |
| 9  | Spagna (bandiera)      | G     | Joan Peñarroya (C) | 1969 | 191 cm |       |  |
| 11 | Stati Uniti (bandiera) | C     | Granger Hall       | 1962 | 203 cm | 91 kg |  |
| 12 | Spagna (bandiera)      | G     | Jaume Morales      | 1972 | 192 cm |       |  |
| 13 | Spagna (bandiera)      | P     | José María Alarcón | 1966 | 185 cm |       |  |
| 14 | Spagna (bandiera)      | AG    | Jordi Singla       | 1970 | 200 cm |       |  |
| 14 | Spagna (bandiera)      | C     | Alejandro Gómez    | 1972 | 204 cm | 95 kg |  |

| Allenatore                                                             |
| - Pedro Martínez                                                       |
| Assistente/i                                                           |
| - Salva Maldonado Legenda - (C) Capitano - (IN) Inattivo - Infortunato |

## Mercato

### Sessione estiva
| Acquisti | Acquisti        | Acquisti          | Acquisti   | Acquisti |
| R.a      | Nome            | da                | Modalità   |          |
| -------- | --------------- | ----------------- | ---------- | -------- |
| AP       | Jeff Lamp       | Oximesa Granada   | definitivo |          |
| C        | Alejandro Gómez | Joventut Badalona | definitivo |          |
| C        | Granger Hall    | Peñas Huesca      | definitivo |          |

| Cessioni | Cessioni     | Cessioni          | Cessioni       | Cessioni |
| R.       | Nome         | a                 | Modalità       |          |
| -------- | ------------ | ----------------- | -------------- | -------- |
| C        | Carlos Pérez | Mataró            | fine contratto |          |
| AP       | Dani Pérez   | Joventut Badalona | fine contratto |          |
| C        | Brad Wright  | Las Rozas         | fine contratto |          |

### Dopo l'inizio della stagione
| Acquisti | Acquisti          | Acquisti | Acquisti     | Acquisti   |
| R.       | Nome              | da       | Data         | Modalità   |
| -------- | ----------------- | -------- | ------------ | ---------- |
| A        | Francisco Jiménez | Valforsa | ottobre 1992 | definitivo |

| Cessioni | Cessioni | Cessioni | Cessioni | Cessioni |
| R.       | Nome     | a        | Data     | Modalità |
| -------- | -------- | -------- | -------- | -------- |